# Albert von Brunn (Mediziner)
Ferdinand Albert Wilhelm von Brunn (* 7. Februar 1849 in Zschorno; † 10. Dezember 1895 in Rostock) war ein deutscher Mediziner und Anatom.

## Leben
Albert von Brunn gehört zur großen briefadeligen Familie von Brunn. Die Vorfahren waren zunächst Mediziner, Bergräte und dann Offiziere. Die Nobilitierung erfolgte 1853 im Fürstentum Anhalt-Köthen, für den Arzt Wilhelm Johann Brunn. Seine Eltern waren Ferdinand von Brunn (* 1810; † 1868), Gutsbesitzer in Tschorne bei Forst (Lausitz) und herzogl.-anhalt.-köth. Kabinetts-Sekratär, und dessen erste Ehefrau, die Ärztetochter Antonie Guticke (* 1822; † 1852). Die zweite Ehe schloss der Vater 1854 mit der Gutsbesitzerstochter Minna von Leupoldt-Klein-Düben.
Albert studierte nach dem Abitur 1868 in Görlitz an den Universitäten Leipzig, Bonn und Breslau Medizin und wurde 1872 in Breslau mit seiner Dissertation Beiträge zur Kenntnis des feineren Baues und der Entwickelungsgeschichte der Nebennieren zum Dr. med. promoviert. Unterbrochen wurde seine Studienzeit durch Ableistung eines freiwilligen Militärdienstes im Deutsch-Französischen Krieg von 1870/71, wo er mit der Kriegsdenkmünze für die Feldzüge 1870/71 für Kombattanten ausgezeichnet wurde. 
Im Jahr 1872 war Albert von Brunn zunächst Assistent am Anatomischen Institut der Universität Straßburg, wurde Prosektor in Göttingen, habilitierte sich 1873 und wirkte in der Folge bis 1883 als Privatdozent an der Georg-August-Universität Göttingen. Im Jahr 1883 wurde er als Nachfolger von Friedrich Merkel ordentlicher Professor der Medizin/Anatomie und Institutsdirektor am Anatomischen Institut der Universität Rostock. Im Zeitraum 1886/1887 und 1894/1895 war er Dekan der Medizinischen Fakultät der Universität. Seine Nachfolge übernahm 1896 der Anatom Dietrich Barfurth.
Albert von Brunn war Mitglied der Landwehr, Inhaber der Landwehrdienstauszeichnung II. Klasse und wurde am 26. Juli 1884 zum Stabsarzt der Landwehr ernannt.
Am 30. Oktober 1885 wurde Albert von Brunn unter der Präsidentschaft von Hermann Knoblauch unter der Matrikel-Nr. 2520 als Mitglied in die Kaiserliche Leopoldino-Carolinische Deutsche Akademie der Naturforscher aufgenommen.
Er war mit Fanny, geborene Stelzner, einer Tochter des Pastors Albert Stelzner aus Wermsdorf (Sachsen), verheiratet.
Der Chirurg, Schulhygieniker und Medizinhistoriker Walter von Brunn war ein Sohn des Ehepaars.

## Schriften
- Ein Beitrag zur Kenntnis des feineren Baues und der Entwicklungsgeschichte der Nebennieren. In: Archiv für mikroskopische Anatomie, VIII, 1872, S. 618–638 (Digitalisat), Tafel XXVII (Digitalisat) und Tafel XXVIII (Digitalisat)
- Untersuchungen über das Riechepithel. In: Archiv für mikroskopische Anatomie, 11, 1875, S. 468–478 (Digitalisat)
- Die Bursae phrenico-hepatica anterior und posterior. In: Zeitschrift für Anatomie und Entwickelungsgeschichte, 1, 1876, S. 205–212 (Digitalisat)
- Weitere Untersuchungen über das Riechepithel und sein Verhalten zum Nervus olfactorius. In: Archiv für mikroskopische Anatomie, 17, 1880, S. 141–151 (Digitalisat)
- Beiträge zur Kenntnis der Zahnentwicklung. In: Archiv für mikroskopische Anatomie, 38, 1891, S. 142–156 (Digitalisat)
- Ueber drüsenähnliche Bildungen in der Schleimhaut des Nierenbeckens, des Ureters und der Harnblase des Menschen. In: Archiv für mikroskopische Anatomie, 41, 1893, S. 294–302 (Digitalisat)

## Genealogie
- Gothaisches Genealogisches Taschenbuch der Adeligen Häuser. Alter Adel und Briefadel. 1921. 15. Jg., Justus Perthes, Gotha 1920, S. 99–100. Digitalisat
- Walter von Hueck, Friedrich Wilhelm Euler. Et al.: Genealogisches Handbuch der Adeligen Häuser. B (Briefadel). 1986. Band XVII, Band 89 der Gesamtreihe GHdA, Hrsg. Deutsches Adelsarchiv, C. A. Starke Verlag, Limburg (Lahn) 1986, ISSN 0435-2408, S. 55–59.